# Andrzejowski
Andrzejowski (Prus I odmiana Andrzejowski, Andrzejewski) – polski herb szlachecki, odmiana herbu Prus.

## Opis herbu
W polu czerwonym półtorakrzyża dwoma ramionami w prawo, srebrnego, przeszytego takąż strzałą w skos. Klejnot: Ramię zbrojne, srebrne trzymające miecz o takiejż głowni i rękojeści złotej. Labry: Czerwone, podbite srebrem.

## Najwcześniejsze wzmianki
Z 1658 roku pochodzi wzmianka o Hieronimie Andrzejowskim, podczaszym słonimskim.

## Herbowni
Andrzejowski - Andrzejewski.